# Famille Kendi
Kendi de Szarvas-Kend (en hongrois : szarvas-kendi Kendi) est le patronyme d'une ancienne famille éteinte de la noblesse hongroise.

## Origines
D'origine obscure, elle joua un rôle politique important dans la Transylvanie du XVIe siècle et XVIIe siècle.

## Membres notables
- Antal I Kendi (1472–1504), vice-voïvode de Transylvanie.
- Ferenc II Kendi († 1558), militaire et homme politique transylvain, il fut notamment voïvode de Transylvanie de 1553 à 1556, avec István Dobó. Exécuté en 1558.
- Sándor Kendi (hu) († 1594), diplomate et confident du prince Étienne Báthory, ce dernier le nomme l'un des trois membres du Conseil de gouvernance de Transylvanie de 1583 à 1585, avec Farkas Kovacsóczy (en) et László Sombori (en), lors de la minorité de Sigismond Ier Báthory. Il est par la suite conseiller du prince (1588). Exécuté en 1594.
- Elek Kendeffy (†1594), conseiller princier, főispán de Küküllő.
- István Kendi (hu) († 1628), chancelier de Transylvanie entre 1608 et 1610.

## Liens, sources
- Iván Nagy: Magyarország családai, Pest, 1857-1868